# Ferrero (cognome)
Ferrero è un cognome di lingua italiana.

## Origine e diffusione
È una variante del cognome Ferrari, con cui condivide lo stessa origine e lo stesso significato.  
Ferrero è tipico del Piemonte, dove è il primo cognome per diffusione, in particolare nelle province di Cuneo e di Torino.